# Flughafen Mafia

i7
i11
i13
Der Flughafen Mafia (IATA-Code: MFA, ICAO-Code: HTMA) ist ein kleiner Flughafen auf der Insel Mafia in Tansania.

## Kenndaten
Der Flughafen befindet sich im Süden der Insel Mafia direkt am Meer in einer Höhe von 31 Meter Seehöhe.
Die Landebahn liegt in Richtung 15/33 und hat eine Länge 1630 Metern.

## Fluggesellschaften und Ziele
Auric Air und Coastal Aviation bieten Verbindungen nach Daressalam, auch werden Sansibar und Kilwa Masoko angeflogen (Stand 2022).

## Statistik
Im Jahr 2011 landeten monatlich etwas über 100 Flugzeuge mit 350 Passagieren. Das größte Flugzeug war die Cessna 208.
Die Passagierzahlen stiegen von 2007 bis 2011:
| Jahr | Passagiere  | Passagiere | Passagiere |
| Jahr | Trockenzeit | Regenzeit  | Gesamt     |
| ---- | ----------- | ---------- | ---------- |
| 2007 | 2334        | 1393       | 3727       |
| 2008 | 3478        | 2349       | 5827       |
| 2009 | 3541        | 2355       | 5896       |
| 2010 | 3464        | 2361       | 5825       |
| 2011 | 3570        | 1997       | 5567       |

## Zwischenfälle
Der einzige gemeldete Zwischenfall ereignete sich am 6. August 2019: Eine Cessna 208 der Tropical Air stürzte beim Start aus unbekannten Gründen ab und fing Feuer. Alle acht Passagiere und der Pilot überlebten, sechs Personen mussten ins Krankenhaus gebracht werden.